# Dee Dee Davis
Dee Dee Davis (Culver City, 17 april 1996) is een Amerikaans actrice. 
Davis begon in 2003 als jeugdactrice met acteren in de televisieserie Strong Medicine. Zij is vooral bekend met haar rol als Bryana 'Baby Girl' Thomkins in de televisieserie The Bernie Mac Show waar zij in 104 afleveringen speelde (2001-2006). In 2007 speelde zij nog een gastrol in een aflevering van de televisieserie ER. 
Davis werd voor haar rol in The Bernie Mac Show in 2003, 2004 en 2007 genomineerd voor een Image Award. In 2003 en 2005 werd zij ook genomineerd voor een Young Artist Award, in 2004 won zij deze prijs in de categorie Beste Optreden in een Televisieserie door een Jeugdige Actrice.